# Xylomya yasumatsui
Xylomya yasumatsui är en tvåvingeart som först beskrevs av Akira Nagatomi och Tanaka 1971.  Xylomya yasumatsui ingår i släktet Xylomya och familjen lövträdsflugor. Inga underarter finns listade i Catalogue of Life.